# Серайокко, Сара
Сара Серайокко (итал. Sara Serraiocco, род. 13 августа 1990, Пескара, Италия) — итальянская театральная, телевизионная и кино актриса.

## Биография
До того, как стать актрисой, Серайокко преподавала танцы. В 2010 году она переехала в Рим и поступила в Экспериментальный киноцентр — Итальянскую национальную киношколу.
Дебютировала в кино в картине «Сальво» 2013 года, участвовавшей в Неделе критиков Каннского кинофестиваля.

## Фильмография
| Год       |     | Русское название          | Оригинальное название      | Роль            |
| --------- | --- | ------------------------- | -------------------------- | --------------- |
| 2013      | ф   | Сальво                    | Salvo                      | Рита            |
| 2014      | тф  | Франческо                 | Francesco                  | Чиара           |
| 2015      | ф   | Хлорка                    | Cloro                      | Дженни          |
| 2015      | ф   |                           | L'accabadora               | неизвестно      |
| 2015      | кор | Воскрешение Лазаря        | Lazzaro vieni fuori        | Сара            |
| 2015      | кор |                           | Marciapiedi                | девушка         |
| 2016      | ф   | И целый мир между нами    | La ragazza del mondo       | Джулия          |
| 2017      | ф   | Это страна не для молодых | Non è un paese per giovani | Нора            |
| 2017      | ф   |                           | Brutti e cattivi           | Розабелла Терзи |
| 2017—2018 | с   | По ту сторону             | Counterpart                | Болдуин         |
| 2018      | ф   |                           | In viaggio con Adele       | Адель           |
| 2019      | ф   | Безжалостный              | Lo spietato                | Марианджела     |

## Награды и номинации
В 2014 году за фильм «Сальво» Серайокко получила премии Globo d’oro (Итальянский золотой глобус) за лучшую женскую роль и награду «Серебряная лента» как открытие года. В 2016 году получила награду Shooting Stars Award на Берлинском кинофестивале.